# Nemesis sphyrnae
Nemesis sphyrnae is een eenoogkreeftjessoort uit de familie van de Eudactylinidae. De wetenschappelijke naam van de soort is voor het eerst geldig gepubliceerd in 1984 door Rangnekar.